# Chrysophyllum flexuosum
Chrysophyllum flexuosum är en tvåhjärtbladig växtart som beskrevs av Carl Friedrich Philipp von Martius. Chrysophyllum flexuosum ingår i släktet Chrysophyllum och familjen Sapotaceae. Inga underarter finns listade i Catalogue of Life.